# Ослободилачка војска Чамерије
Ослободилачка војска Чамерије (ОВЧ; алб. Ushtria Çlirimtare e Çamërisë), позната по свом акрониму УЧЧ (од алб. UÇÇ), је албанска сепаратистичка милиција активна у периферији Епир. Има за циљ одвајање Чамерије од Грчке, као и успостављање Велике Албаније. Предводе је Чами.